# Escalpelamento

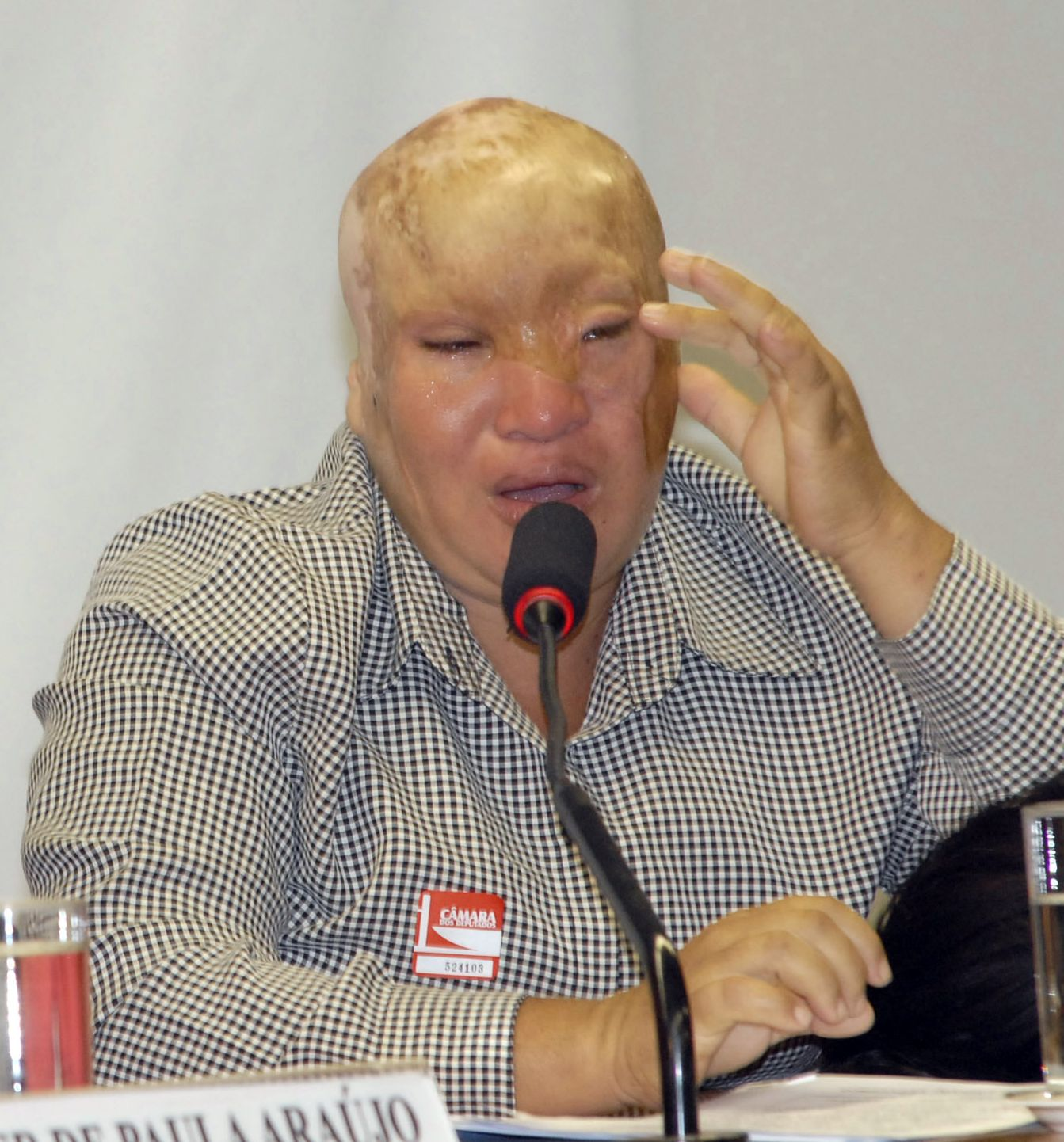
President de l'Association des femmes escalpelades de Amapá (Associação das Mulheres Escalpeladas do Amapá), au cours d'une réunion de la Commission d'Amazonie

Escalpelamento est l'éradication du cuir chevelu du crâne, dans la plupart des cas en raison de moteurs de bateaux.
Le nom vient du portugais escalpo qui signifie cuir chevelu.
L’escalpelamento est un problème très répandu dans la région amazonienne, où ce type d'incident est fréquent, en raison des précaires normes de sécurité des Voadeiras, bateaux typiques utilisés pour les déplacements et le travail tout au long du Rio Amazonas.
Les victimes habituelles de ces incidents en Amazonie sont les ribeirinhos, populations rurales qui vivent au long de la rivière et qui voyagent sur de petits bateaux pour aller au travail et pour rejoindre les villes voisines.
Une protection pour le moteur  des Voadeiras a été conçue, afin de prévenir la répétition de tels incidents, mais les ribeirinhos n’ont pas l’habitude de les utiliser.

## Casuistique
Les accidents se passent lorsque les victimes approchent du moteur du bateau pour effectuer des travaux ordinaires et elles sont happées par les cheveux. Le mouvement à grande vitesse de rotation du moteur fait rouler les cheveux autour de lui, en tirant tout ou partie du cuir chevelu de la victime, tout ensemble avec oreilles, sourcils et partie de la peau du visage et du cou.
Ce type d'accident conduit à des déformations graves, dont la récupération est longue et douloureuse, et dans certains cas entraînent la mort.

## Actions sociales
Le 14 janvier 2010, le Président du Brésil, Luiz Inácio Lula da Silva, établit, par la loi fédérale 12.199/2010, le 28 août, comme Journée nationale pour le contrôle et la prévention du escalpelamento (portugais: Dia Nacional de Combate e Prevenção ao Escalpelamento).
Le 20 janvier 2011, à Belém, capitale de l'État du Pará, au Brésil, où vivent le plus grand nombre de victimes de l'Amazonie, est mis en place la première ONG vouée à elles. 
Le but de l’ONG est de donner une aide psychologique et favoriser leur réinsertion sur le marché du travail après la chirurgie et le rétablissement.
Au 2012, l’ONG compte près de 100 personnes assistées.